# アルティメット・スパイダーJr.
アルティメット・スパイダーJr.（アルティメット・スパイダー・ジュニア、1984年3月18日 - ）は、日本の覆面レスラー。

## 経歴
- 2006年10月28日、大阪プロレス大阪デルフィンアリーナ大会の対スペル・デルフィン戦でデビュー。
- 2007年5月、沖縄プロレスに移籍してリングネームをキャプテン"美ら海パイレーツ"ザックに改名。
- 2009年6月、沖縄プロレスを退団。
- 7月、大阪プロレスに再入団。
- 8月23日、リングネームをアルティメット・スパイダーJr.に改名。
- 2012年3月31日、リングネームをスパイダーJに改名。
- 2013年6月、リングネームをアルティメット・スパイダーJr.に戻した。
- 2014年4月20日、大阪プロレスを退団。
- 2022年、再旗揚げした大阪プロレスに再入団。

## 得意技
スワントーンボム
セントーンアトミコと同型。
サイドスピンフリップ
スパイダードライバー
スパイダーボム
ファルコンアロー

## 入場曲
- THE TRICKEY HERO

## タイトル歴
- 大阪プロレスタッグ王座
- 大阪プロレスバトルロイヤル王座
- 大阪ライトヘビー級トーナメント優勝
- WDWタッグ王座
- JWF認定タッグ王座
- UWA世界6人タッグ王座